# كيث دبلن
كيث دبلن (بالإنجليزية: Keith Dublin)‏ (29 يناير 1966 في المملكة المتحدة - ) هو لاعب كرة قدم بريطاني في مركز الدفاع. لعب مع برايتون أند هوف ألبيون وتشيلسي وكولتشستر يونايتد ونادي ساوثيند يونايتد ونادي فارنبوروه ونادي واتفورد وكارشالتون أثلتيك.

## وصلات خارجية
- كيث دبلن على موقع قاعدة بيانات كرة القدم.إي يو (الإنجليزية)
- كيث دبلن على موقع Soccerbase.com (لاعب) (الإنجليزية)
- كيث دبلن على موقع عالم كرة القدم.نت (الإنجليزية)